# Torre Mirafiori (Torino)
La Torre Mirafiori è un edificio prevalentemente residenziale di Torino, ubicato in Corso Unione Sovietica 409.
Con la realizzazione della Torre Mirafiori, il duo Jaretti-Luzi diede vita a uno dei progetti più interessanti del contesto architettonico torinese degli anni Settanta del Novecento. L'impulso creativo che spinse gli autori del progetto a realizzare questo edificio fu fulcro di una vasta operazione immobiliare volta alla rivalutazione dell'area urbana circostante, tanto da determinare lo studio del locale Piano Regolatore di zona, che comprese anche la contestuale  realizzazione di altre dieci torri analoghe e di uguale altezza nelle adiacenti vie Nichelino e Cercenasco.

## Descrizione
Realizzata tra il 1970 e il 1974, la Torre Mirafiori è un riuscito esempio di architettura che condensa l'ispirazione ai canoni qualitativi di Le Corbusier a citazioni della cultura Pop, con il nobile intento di inserirsi in un tessuto urbanistico circostante alquanto monotono e fortemente industrializzato.

### Esterno
L'edificio è caratterizzato da una planimetria "a farfalla", in cui il corpo si sviluppa attraverso l'unione di due blocchi disassati. Sul modulo al piano stradale si innalza il basamento rastremato di dimensioni inferiori alla torre  che include i primi tre piani fuori terra e sui cui prospetti spiccano grossi pilastri cilindrici neri addossati alle pareti alternati ad altri analoghi rivestiti in alluminio.
Complessivamente l'edificio s'innalza per 15 piani e i prospetti presentano una riquadratura della struttura portante in cemento armato verniciata di nero, scandita da analoghi pilastri cilindrici binati che è ricorrente in tutti i prospetti sino al tetto pensile, caratterizzato da due strutture che ospitano locali condominiali, di cui una con un'inedita falda ad arco come copertura. 
Numerosi gli elementi cromatici esterni che richiamano l'estetica della Pop Art: la riquadratura nera dalla struttura in cemento armato verniciato, le griglie metalliche rosse dei parapetti dei balconi, le tende arancio, gli infissi in alluminio, i singolari armadietti turchesi "a garitta" in vetroresina e il particolare rivestimento a mattonelle polìcrome, originariamente fluorescenti.

### Interni
La struttura con pianta "a farfalla" si sviluppa su 15 piani fuori terra. Il piano stradale si estende oltre il perimetro dell'edificio occupando circa la metà dell'isolato ed è occupato da locali destinati ad attività commerciali, mentre i primi due piani del basamento rastremato ospitano uffici e studi professionali. Nei restanti piani superiori ad eccezione del terzo gli appartamenti a uso residenziale sono sei per piano, i cui più ampi sono ubicati nelle testate laterali; il terzo piano ospita monolocali, mentre negli ultimi due piani gli appartamenti sono su due livelli, collegati da una scala a chiocciola interna.
Il tetto pensile ospita ampi locali a uso condominiale, che rappresentano la caratteristica progettuale che più s'ispira alle realizzazioni di Le Corbusier. Nella parte sinistra spicca l'ampio padiglione vetrato caratterizzato dall'insolita copertura ad arco che originariamente ospitava una piscina a uso comune, mentre sul lato destro vi è una struttura con tetto a falda singola inclinata adibita a locale tecnico.